# Justina Lopes Praça
Justina Lopes Praça, née le 26 mai 1979 à Quilengues (province de Huila), est une ancienne joueuse internationale angolaise de handball. Elle évoluait au poste de gardienne.
En 2000, elle rejoint le Metz Handball, avec qui elle remporte le championnat de France en 2002, et où elle évolue jusqu'en 2003,.
Avec l'équipe nationale d'Angola, elle participe aux jeux olympiques en 1996 à Atlanta et en 2000 à Sydney.

## Palmarès

### En club
Compétitions nationales
- championne de France en 2002 (avec ASPTT Metz)

### En équipe nationale
Jeux olympiques
- 7e place aux Jeux olympiques 1996
- 9e place aux Jeux olympiques 2000

Championnats du monde
- 16e place au Championnat du monde 2005

Championnats d'Afrique
- vainqueur du Championnat d'Afrique 2002